# آپ بیت
آپ بیت (انگلیسی: Upbit) یک صرافی ارز دیجیتال با دفتر مرکزی در سئول، کره‌جنوبی است که در سال ۲۰۱۷ تاسیس شد.
آپ بیت با کمک صرافی ارز دیجیتال آمریکایی “Bittrex” تأسیس شد.
خدمات این صرافی در حال حاضر محدود به کشورهای کره جنوبی، تایلند، سنگاپور و اندونزی می‌شود.
در 21 دسامبر 2018، سه مقام آپ بیت به اتهام ساختن سفارش های جعلی متهم شدند. صرافی این اتهامات را رد کرده است. در 27 نوامبر 2019، حدود 48.5 میلیون دلار اتریوم صرافی آپ بیت هک شد.